# Naili Abdullah Pascià
Naili Abdullah Pascià (İstanbul, ... – Medina, 1758) è stato un politico ottomano.
Di origine turca, iniziò a lavorare nella amministrazione ottomana. Dopo diversi incarichi minori, fu nominato reis ül-küttab (capo degli impiegati, una posizione analoga al ministro degli esteri in questo periodo) nel 1747, durante il regno di Mahmud I. Otto anni dopo, il 19 maggio 1755, durante il regno di Osman III, fu nominato Gran Visir, la più alta carica dell'impero dopo quella di sultano. Osman III era un sultano debole, pesantemente influenzato da Nişancı Ali Pascià, il rivale di Naili Abdullah. Naili Abdullah Pascià fu licenziato dal sultano dopo soli tre mesi in carica il 24 agosto 1755. Fu quindi nominato governatore di Creta. Tre anni dopo, su sua richiesta, fu nominato governatore dell'Eyalet di Habesh (nell'odierna Arabia Saudita), morì a Medina mentre si recava a Gedda nell'agosto 1758.